# Ari Laptev
Ari Laptev, född 10 augusti 1950 i Barysjevka i Kiev oblast, Ukrainska SSR, Sovjetunionen, är en rysk-svensk matematiker, professor vid KTH i Stockholm och Imperial College i London. 
Laptev disputerade 1978 i matematisk fysik vid Leningrads universitet. Han var föreståndare för Institut Mittag-Leffler i Stockholm (2011 - 2018) och ordförande för European Mathematical Society. Han invaldes 2012 som ledamot av Kungliga Vetenskapsakademien.